# Ichneumon vindex
Ichneumon vindex är en stekelart som beskrevs av Müller 1776. Ichneumon vindex ingår i släktet Ichneumon och familjen brokparasitsteklar. Inga underarter finns listade i Catalogue of Life.